# Nenfro

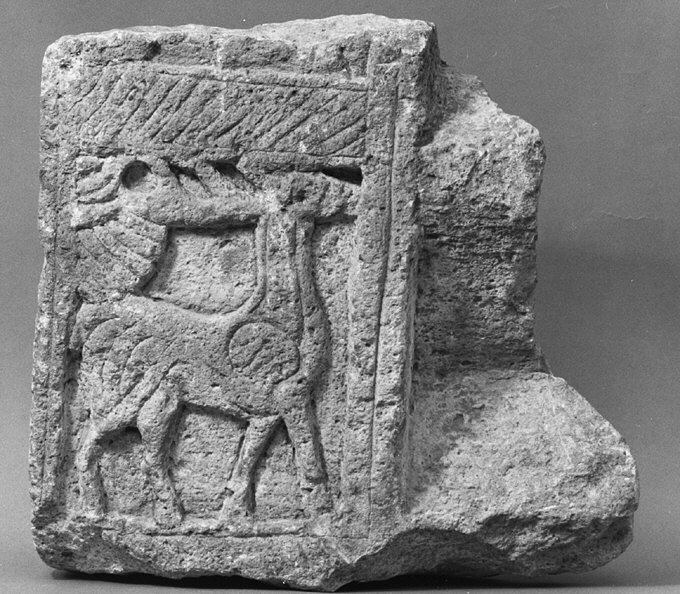

Il nenfro è un'ignimbrite trachitica, ovvero una varietà di tufo grigio scuro compatto ma poco resistente tipico del territorio dell'attuale provincia di Viterbo. La sua diffusione è molto delimitata localmente, come nel caso dell'analoga ignimbrite detta peperino, tipica della zona di Viterbo.
Il nenfro era lavorato e utilizzato dagli antichi Etruschi.